# Taifun Morakot
Der Taifun Morakot war ein Taifun während der Pazifischen Taifunsaison 2009. Am 2. August stellte die Japan Meteorological Agency (JMA) fest, dass sich in einem Monsuntrog etwa 1000 km östlich der Philippinen das elfte tropische Tiefdruckgebiet der Saison gebildet hatte. Das Tiefdruckgebiet blieb schwach, und im Tagesverlauf wurde es von der JMA zunächst zu einem Gebiet mit konvektiver Aktivität zurückgestuft, einige Stunden später stellte die JMA fest, dass sich das Tiefdruckgebiet regeneriert hatte und dass die tiefe Konvektion auf der westlichen Seite eines teilweise freigestellten Zirkulationszentrums aufflackerte. Am 3. August gelangte das System in den Verantwortungsbereich von PAGASA, die ihm den Namen Kiko zuwies. Einige Stunden später stufte das Regional Specialized Meteorological Centre das System zum tropischen Sturm hoch und benannte es mit dem international gültigen Namen Morakot. Das JTWC führte Morakot als 09W.